# Bertil Palm
Bertil Palm, född 12 januari 1916 i Glömminge på Öland, död där 1992, var en svensk konsthistoriker och museiman.

## Biografi
Palm härstammade på fädernet från en soldatsläkt, där många blev organister. Han var son till kantorn Alrik Palm och dennes hustru Helfrid.
Han tog studentexamen vid Kalmar högre amänna läroverk och började därefter studera juridik vid Lunds universitet. Han bytte emellertid snart spår i studierna och blev 1945 fil.kand.  i nordiska språk, litteraturhistoria, folklivsforskning, konst och arkitekturhistoria. År 1952 blev han filosofie licentiat och år 1954 promoverades han till fil. dr i konsthistoiramed en avhandling om arkitekten Carl Westman.
Han var därefter med och bildade Ölands hembygdsförbund, vars förste intendent han blev 1955, en uppgift han innehade i 28 år. Han tog initiativ till att flera gårdar i byn Himmelsberga i Långlöts socken på mellersta Öland inköptes och omskapades till ett kulturhistoriskt friluftsmuseum. Det började med att Norrgården inköptes år 1957, och därefter flyttades en mängd byggnader till platsen, inklusive väderkvarn, lanthandel och kaffestuga.
Palm gav tillsammans med Olle Nordmark och Lennart Landin i slutet av 1940-talet ut verket Öland i tre delar. Han var också medförfattare till Allhems förlags stora verk om Öland som gavs ut 1963. Inom hembygdsförbundet medverkade han tidigt i tal och skrift till att det kulturella värdet med Ölands många väderkvarnar lyftes fram och att de hindrades från rivning och i stället utvecklades till ett kännetecken för landskapet. 1957–1970 var han ordförande i Ölands turistförening, med bland annat ansvar för Borgholms slottsruin, vilken utvecklades till en modernt fungerande turistattraktion.
År 1981 utsågs han till mottagare av det året innan skapade priset Årets ölänning. Efter honom är en gata uppkallad i Mörbylånga kommun: Bertil Palms väg.